# Uzungöl
Uzungöl (Deutsch: „langer See“) ist ein See im Landkreis Çaykara der Provinz Trabzon in der Türkei. Der Name des Dorfes an der Küste des Sees ist ebenfalls Uzungöl. Der See befindet sich in einer Entfernung von 99 km zur Innenstadt von Trabzon und 19 km zu der Innenstadt von Çaykara. Er ist durch einen Erdrutsch entstanden, welcher das Bachbett zu einem Abdämmungssee im Tal des Haldizen-Bachs machte.
Der zwischen hohen Bergen liegende See zieht zahlreiche Touristen an, sodass Hotels, Restaurants und Souvenir-Shops eröffnet wurden. Außerdem wurde im Jahr 2008 eine Betonmauer entlang der Küste des Sees gebaut, damit die Wellen die umliegenden Straßen nicht beschädigen können. Dies sorgte für viele Kontroversen unter Einheimischen und Ökologen.